# Dasiops arkansensis
Dasiops arkansensis is een vliegensoort uit de familie van de Lonchaeidae. De wetenschappelijke naam van de soort is voor het eerst geldig gepubliceerd in 1923 door Malloch.